# John van Waterschoot
John baron van Waterschoot (Antwerpen, 19 januari 1920 – Koksijde, 9 december 2000) was een Belgisch hoogleraar, politiek adviseur, econoom, schrijver, politicus en daarnaast ook actief verbonden met de journalistiek. Hij werd ook bekend als ufoloog en onderzocht meer dan 40 jaar lang het fenomeen van de "vliegende schotels" (unidentified flying objects).

## Biografie
John van Waterschoot was een veelgevraagd econoom, wiskundige en politiek adviseur. Hij zetelde als senator voor de CVP.
Na de Tweede Wereldoorlog haalde Albert Coppé hem als jong economisch redacteur naar de krant De Nieuwe Standaard. Als journalist voor deze krant studeerde hij met een beurs van de Rockefeller-stichting aan de Colombia-universiteit in New York. Marnix Gijsen hielp hem dit te combineren met een baan als deeltijds correspondent van het Nederlandse persbureau.
Nadien werkte hij voor de bedrijfsraad textiel en kleding en de Economische Raad van Vlaanderen. In 1959 stapte hij over naar het nieuw opgerichte Planbureau. Hij haalde een doctoraat in economie en ontpopte zich tot een pionier in de econometrie. Hij werd de eerste titularis van de leerstoel econometrie aan de Katholieke Universiteit Leuven.
Hierna werd hij hoogleraar aan de Katholieke Universiteit Leuven. Een tijdlang had hij een functie op het kabinet van premier Gaston Eyskens.
Hij werd bovendien de officieuze econoom van het Nationaal Christelijk Middenstandsverbond (NCMV). Zo verzeilde hij in de CVP, de partij waarvoor hij in 1971 gecoöpteerd senator werd. Hij bleef in de Senaat zetelen tot in 1981. In de periode december 1971-oktober 1980 zetelde hij als gevolg van het toen bestaande dubbelmandaat ook in de Cultuurraad voor de Nederlandse Cultuurgemeenschap, die op 7 december 1971 werd geïnstalleerd. Vanaf 21 oktober 1980 tot november 1981 was hij tevens korte tijd lid van de Vlaamse Raad, de opvolger van de Cultuurraad en de voorloper van het huidige Vlaams Parlement. Hij werd voorzitter van de Beroepsvereniging der Verzekeringsondernemingen (BVVO). Tevens zat hij het Instituut voor Textiel en Confectie (ITCB) voor. Tot zijn dood was hij voorzitter van het Koninklijk Instituut der Eliten van de Arbeid.
In 1991 werd van Waterschoot door koning Boudewijn in de adelstand verheven tot baron.
Hij overleed in 2000 aan een hartstilstand. Vijf jaar later werd zijn persoonlijk archief overgedragen aan Paul Harmans.

### Belangstelling voor ufo's
Zijn levenslange passie en belangstelling voor ufo's begon toen hij in 1954 in "Humoradio" (tegenwoordig Humo) een artikel door Jef Anthierens over het onderwerp las. Alhoewel hij in het begin sceptisch was, begon hij er meteen van alles over te lezen en verzamelen.
Vooral de Amerikaanse wetenschapper Allen Hynek die vaak de geheimhouding door de overheid in verband met de ufodossiers had bestreden hield hem bezig. Hij correspondeerde met Hynek, maar ook andere ufologen.
Van Waterschoot ging ervan uit dat ufo’s een fenomeen waren dat onderzocht moest worden en waarover geïnteresseerden het recht hadden geïnformeerd te worden. Hij probeerde hierop zonder veel succes ex-premiers Gaston Eyskens en Theo Lefèvre warm te maken om financiële steun over het onderwerp aan te bieden.
In 1989-1991 werd België overspoeld door een aanzienlijk aantal (2000) ufowaarnemingen (zie Belgische ufogolf). Zelfs luitenant-kolonel van de landmacht André Amond en kolonel-piloot van de luchtmacht Wilfried De Brouwer getuigden hierover. De Belgische luchtmacht liet zes maal vliegtuigen opstijgen om de vermelde fenomenen te onderzoeken. Op 11 juli 1990 hield kolonel De Brouwer een persconferentie waarin hij toegaf dat het een onverklaarbaar fenomeen was.
Van Waterschoot gaf een aantal interviews over de ufoheisa in zijn land. In 1997 bracht hij het boek, "Ufo's boven België: Vijftig jaar waarneming" uit waarin hij verschillende waarnemingen bespreekt en mogelijke verklaringen zoekt.

## Trivia
- In de stripreeks Nero (strip) door Marc Sleen werd er driemaal naar hem verwezen:
  - In Het Geheim van Matsuoka (1947) komt een personage voor dat P.J. Waterschoot heet. Hij waant zich Lodewijk XIV, maar wordt op het einde van het verhaal weer normaal om "geleerde teksten voor een geleerd blad" te schrijven.
  - In het album "De Groene Slapjanus" (1974) speelt hij de rol van een slechterik (Karel de Groene) die zich voordoet als Professor van Waterschoot. Wanneer hij ten slotte ontmaskerd wordt (strook 117), beweert Adhemar: "Dit is geen geval professor van Waterschoot. Ik ken hem persoonlijk. Een uiterst charmant en bekwaam man."

## Uitspraak
- "Belachelijk maken is geen wetenschap. Geheimhouden geen democratie."